# The Marriage of Heaven and Hell - Part Two
The Marriage of Heaven and Hell - Part Two è il settimo album del gruppo statunitense Virgin Steele.

## Il disco
L'album è la seconda parte della trilogia Marriage formata con The Marriage of Heaven and Hell - Part One ed Invictus. Il disco è l'ultimo con lo storico batterista Joey Ayvazian, deciso ad abbandonare il mondo della musica, e vede la partecipazione del suo sostituto Frank Gilchriest, sebbene in poche tracce. Nonostante fosse tornato in seno al gruppo nel 1995 dopo la breve esperienza con i riformati Rainbow di Ritchie Blackmore, Rob DeMartino non suonò sul disco a causa dello scarso tempo a disposizione per la registrazione.

## Tracce
1. A Symphony Of Steele – 5:19
2. Crown of Glory – 5:53
3. From Chaos to Creation – 1:44
4. Twilight of the Gods – 4:00
5. Rising Unchained – 5:40
6. Transfiguration – 3:53
7. Prometheus the Fallen One – 7:42
8. Emalaith – 9:53
9. Strawgirl – 5:27
10. Devil/Angel – 4:08
11. Unholy Water – 5:30
12. Victory Is Mine – 4:19
13. The Marriage of Heaven And Hell Revisited – 2:14

- Testi: David DeFeis; musiche: David DeFeis (eccetto la 5, 7, 10, 11, 12 di DeFeis/Pursino)

## Formazione
- David DeFeis - voce, tastiere, orchestrazioni
- Edward Pursino - chitarra, basso
- Joey Ayvazian - batteria
- Frank "The Baron von Helmet" Gilchriest - batteria (Crown of Glory , Prometheus the Fallen One, Emalaith )
- Frank Zummo - batteria (The Marriage of Heaven And Hell Revisited)